# 셀쿠프어
셀쿠프어(셀쿠프어: шӧльӄумыт әты, чумыль ӄумыт әты, сӱccӱ ӄумыт әты, шӧш ӄумыт әты, тӱй ӄумыт әты)는 셀쿠프인들이 사용하는 언어이다. 오비 강과 예니세이 강사이에 언어인구가 집중되어 있다. 셀쿠프어라는 이름은 러시아어의 cелькупский язык에서 유래되었지만 대부분은 шӧльӄумыт әты가 흔한 이름으로 생각한다. шӧльӄумыт әты의 의미는 '숲속사람의 언어'라는 뜻이다. 방언들이 많고, 각각 서로 알아들을 수가 없다.
셀쿠프어는 우랄어족 사모예드어파에 속해 있는 언어이다.